# Франческо II Ачайоли
Франческо II Ачайоли (на италиански: Francesco II Acciaiuoli), по прякор Франко, е последният херцог на Атина. Управлява за кратко през 1454 - 1456 г. след превземането на Константинопол, след което османците завземат владенията му. Той е син на Антонио II, херцог на Атина, и съпругата му Мария Зорзи, дъщеря на маркиза на Бодоница Николо III и сестра на Клара Зорзи, съпруга на Нерио II Ачайоли.
Франческо прекарва детството си в султанския двор в Одрин. След падането на Константинопол е изпратен по волята на Мехмед II за титулярен владетел на Атина. През 1456 г. Тураханоглу Омер, санджакбей на Тесалия и син на стария Турахан бей, се появява с армия пред Атина. Франческо с верните му се укрепява на Акропола, който е обсаждан от османците две години – до 1458 г. когато Франческо се вижда принуден да се предаде в замяна на оставането му във владение в Тива и Беотия. През август 1458 г. османският султан пристига лично в Атина да уреди статуквото. За бей на Атина е определен от султана Тураханоглу Омер паша.
През 1460 г. султанът получава съобщение чрез своите верни еничари, че Франческо II Ачайоли планира да си върне властта в Атина. Мехмед II извиква бившия атински херцог в Морея, където след прогонването на деспот Тома Палеолог управлява Заган паша. След като султанът приема Франческо, Заган паша го кани в палатката си за гощавка и пир, който продължава до късно през нощта. На сутринта Заган паша съобщава на Франческо, че последният му час е ударил. Подготвяйки се за смъртта, сваленият херцог на Атина се обръща към бившия велик везир с последна молба – да бъде убит в палатката си. Бившият велик везир се съобразява с последното му желание. 
Тримата сина на Франческо са изпратени в Ендерун, а дъщеря му – в харема на султана. Партенонът е обърнат в джамия.